# الخرطوم (قرية)
قرية الخرطوم هي إحدى القرى التابعة لمركز بدر في محافظة البحيرة في جمهورية مصر العربية. حسب إحصاءات سنة 2006، بلغ إجمالي السكان في الخرطوم 494 نسمة، منهم 274 رجل و220 امرأة.